# عزان (العرش)

تعديل مصدري - تعديل

عزان هي إحدى قرى عزلة العرش بمديرية العرش التابعة لمحافظة البيضاء، بلغ تعداد سكانها 1865 نسمة حسب تعداد اليمن لعام 2004.